# Norwegische Badmintonmeisterschaft 1966
Die Norwegische Badmintonmeisterschaft 1966 fand in Oslo statt. Es war die 22. Austragung der nationalen Meisterschaften von Norwegen im Badminton.

## Titelträger
| Disziplin    | Sieger                       |
| ------------ | ---------------------------- |
| Herreneinzel | Hans Sperre                  |
| Dameneinzel  | Ragnhild Holand              |
| Herrendoppel | Harald Nettli Hans Sperre    |
| Damendoppel  | Randi Holand Ragnhild Holand |
| Mixed        | Harald Nettli Berit Hagtveld |